# Хауснер, Себастьян
Себастьян Лунн Хауснер (дат. Sebastian Lund Hausner; родился 11 апреля 2000 года, Хорсенс, Дания) — датский футболист, защитник клуба «Хорсенс».

## Клубная карьера
В 6 лет начал играть в клубе. Хауснер — воспитанник клубов «Хорсенс» и «Орхус». 3 марта 2019 года в матче против «Вендсисселя» он дебютировал в датской Суперлиге в составе последнего.

## Международная карьера
В 2021 году Хауснер в составе молодёжной сборной Дании принял участие в молодёжном чемпионате Европы в Венгрии и Словении. На турнире он сыграл в матче против команды России.